# 乔瓦尼·德贝内迪克蒂斯
乔瓦尼·德贝内迪克蒂斯（義大利語：Giovanni De Benedictis，1968年1月8日—），意大利男子田径运动员。他曾代表意大利参加1988年、1992年、1996年、2000年和2004年夏季奥林匹克运动会田径比赛，获得一枚铜牌。